# Dactylospora homoclinella
Dactylospora homoclinella är en lavart som först beskrevs av William Nylander och fick sitt nu gällande namn av Joseph Hafellner. 
Dactylospora homoclinella ingår i släktet Dactylospora och familjen Dactylosporaceae. Arten är reproducerande i Sverige.